# Кучелмин
Кучелмин или Кучелемин — древнерусский город на юго-востоке Галицкого княжества. Упоминается в Киевской летописи при описании событий 1159 года, когда князь Иван Ростиславич Берладник захватил его во время похода на Галич. Также упоминается в Галицко-Волынской летописи под 1213 годом.
К северо-западу от села Ломачинцы, на высоком мысу правого берега Днестра, расположено городище. Укреплённая часть поселения состоит из двух площадок. Первая укреплена мощным дугообразным валом (высотой 1,5 м) и рвом (глубиной 2,5 м, шириной 10 м). В ста метрах от этой линии обороны проходит второй дугообразный вал (высотой 1 м) и ров. Посередине вала находится въезд. За внешним валом расположено неукрепленное селище, протянувшееся вдоль берега Днестра на 2 км до устья реки Куютин. При обследовании выявлен древнерусский культурный слой XII-XIII веков. Обнаружены остатки наземных жилищ. Вероятно, город был уничтожен во время монголо-татарского нашествия.
Происхождение названия неясно. Вероятно, является адаптацией какого-то иноязычного имени.